# Горы Долмед
Горы Долмед (лат. Dolmed Montes) — горная цепь на Титане, самом крупном спутнике Сатурна. Расположена в светлой местности Адири. Координаты центра — 11°36′ ю. ш. 143°12′ в. д. / 11,6° ю. ш. 143,2° в. д., максимальный размер — около 400 км.
Этот хребет довольно извилист. Его северная часть, для которой есть детальное изображение, имеет форму полукольца, направленного выпуклостью на восток. Южнее эта горная цепь сворачивает на 90° и тянется почти по прямой на юго-восток.
Горы Долмед соседствуют с несколькими другими горными цепями. В северной части они тянутся параллельно горам Эхориат, расположенными на 30 км севернее. Западнее гор Долмед находятся горы Ангмар, восточнее — горы Мерлок и как минимум один безымянный хребет. Западнее северной части хребта лежит поле дюн, известное как волны Зефира.
Горы Долмед были обнаружены на радиолокационных снимках космического аппарата «Кассини», заснявшего эту область 28 октября 2005 года. Как и другие горы, на радарных изображениях они выглядят ярче окружающей местности. Названы именем горы Долмед (англ. Mount Dolmed) из легендариума Дж. Р. Р. Толкина. Это название было утверждено Международным астрономическим союзом 5 декабря 2011 года.